# Dicranomyia (Neoglochina) felix
Dicranomyia (Neoglochina) felix is een tweevleugelige uit de familie steltmuggen (Limoniidae). De soort komt voor in het Neotropisch gebied.